# Cratere Piazzi Smyth
Piazzi Smyth è un cratere lunare di 12,96 km situato nella parte nord-occidentale della faccia visibile della Luna.